# WASP-99
WASP-99 — одиночная звезда в созвездии Эридана на расстоянии приблизительно 570 световых лет (около 175 парсеков) от Солнца. Вокруг звезды обращается, как минимум, одна планета.

## Характеристики
WASP-99 — жёлто-белый карлик спектрального класса F8V. Видимая звёздная величина звезды — +9,5m. Масса — около 1,48 солнечной, радиус — около 1,76 солнечного. Эффективная температура — около 6180 K, металличность звезды оценивается как 0,21. Возраст звезды определён около 1,4 млрд лет.

## Планетная система
В 2013 году у звезды обнаружена планета (WASP-99 b).